# Lijst van burgemeesters van Vreeswijk
Dit is een lijst van burgemeesters van de voormalige Nederlandse gemeente Vreeswijk in de provincie Utrecht. Op 1 juli 1971 is de gemeente Vreeswijk samengegaan met de gemeente Jutphaas onder de naam Nieuwegein.
| Ambtsperiode | Naam burgemeester                            | Partij of stroming | Bijzonderheden                                             |
| ------------ | -------------------------------------------- | ------------------ | ---------------------------------------------------------- |
| 1814-1815    | A. Braber                                    |                    |                                                            |
| 1815-1817    | J. Both                                      |                    |                                                            |
| 1817-1834    | W. van der Muelen                            |                    |                                                            |
| 1834-1852    | P.J.M. van der Muelen                        |                    |                                                            |
| 1852-1866    | J.L.H. Roijen                                |                    | gedeeld burgemeesterschap met Jutphaas                     |
| 1866-1894    | Richard Adolphe Verploegh Chassé             |                    |                                                            |
| 1895-1919    | R.M. van den Berg van Saparoea               |                    |                                                            |
| 1919-1925    | J.J.P.C. van Kuijk                           |                    |                                                            |
| 1925-1945    | jhr. Johan Cornelis Mollerus                 |                    | was burgemeester van Noorddijk                             |
| 1945-1946    | W.H. baron Taets van Amerongen van Renswoude |                    | waarnemend burgemeester, tevens burgemeester van Oudenrijn |
| 1946-1963    | jhr. Eddy (L.E.) de Geer van Oudegein        | CHU                |                                                            |
| 1964-1968    | F.J.H. (Frits) Schneiders                    | CHU                |                                                            |
| 1968-1971    | G.B. Pellikaan                               |                    | waarnemend burgemeester                                    |